# Viviane Bonnay
Viviane Bonnay (* 17. September 1945, geborene Viviane Beaugin) ist eine französische Badmintonspielerin. 

## Karriere
Viviane Bonnay war in den 1960er und 1970er Jahren Serienmeisterin im Badminton in Frankreich. Von 1965 bis 1977 gewann sie in ihrer Heimat 33 nationale Titel, davon 12 im Mixed in Serie und 10 im Einzel in Serie.

## Sportliche Erfolge
| Saison    | Veranstaltung                                    | Disziplin   | Platz | Name                                  |
| --------- | ------------------------------------------------ | ----------- | ----- | ------------------------------------- |
| 1964/1965 | Französische Meisterschaft                       | Dameneinzel | 1     | Viviane Beaugin                       |
| 1964/1965 | Französische Meisterschaft                       | Mixed       | 1     | Christian Badou / Viviane Beaugin     |
| 1966/1967 | Französische Meisterschaft                       | Damendoppel | 1     | Viviane Beaugin / Martine Villerme    |
| 1966/1967 | Französische Meisterschaft                       | Mixed       | 1     | Christian Badou / Viviane Beaugin     |
| 1967/1968 | Französische Meisterschaft                       | Damendoppel | 1     | Viviane Beaugin / Martine Villerme    |
| 1967/1968 | Französische Meisterschaft                       | Dameneinzel | 1     | Viviane Beaugin                       |
| 1967/1968 | Französische Meisterschaft                       | Mixed       | 1     | Christian Badou / Viviane Beaugin     |
| 1968/1969 | Französische Meisterschaft                       | Damendoppel | 1     | Viviane Beaugin / Martine Villerme    |
| 1968/1969 | Französische Meisterschaft                       | Dameneinzel | 1     | Viviane Beaugin                       |
| 1968/1969 | Französische Meisterschaft                       | Mixed       | 1     | Christian Badou / Viviane Beaugin     |
| 1969/1970 | Französische Meisterschaft                       | Damendoppel | 1     | Viviane Beaugin / Dominique Vauclin   |
| 1969/1970 | Französische Meisterschaft                       | Dameneinzel | 1     | Viviane Beaugin                       |
| 1969/1970 | Französische Meisterschaft                       | Mixed       | 1     | Christian Badou / Viviane Beaugin     |
| 1970/1971 | Französische Meisterschaft                       | Dameneinzel | 1     | Viviane Beaugin                       |
| 1970/1971 | Französische Meisterschaft                       | Mixed       | 1     | Christian Badou / Viviane Beaugin     |
| 1971/1972 | Französische Meisterschaft                       | Mixed       | 1     | Christian Badou / Viviane Beaugin     |
| 1971/1972 | Französische Meisterschaft                       | Damendoppel | 1     | Viviane Beaugin / Annie Causse Vallet |
| 1971/1972 | Französische Meisterschaft                       | Dameneinzel | 1     | Viviane Beaugin                       |
| 1972/1973 | Französische Meisterschaft                       | Damendoppel | 1     | Viviane Beaugin / Lisa Mauhourat      |
| 1972/1973 | Französische Meisterschaft                       | Dameneinzel | 1     | Viviane Beaugin                       |
| 1972/1973 | Französische Meisterschaft                       | Mixed       | 1     | Christian Badou / Viviane Beaugin     |
| 1973/1974 | Französische Meisterschaft                       | Damendoppel | 1     | Viviane Beaugin / Annie Causse Vallet |
| 1973/1974 | Französische Meisterschaft                       | Dameneinzel | 1     | Viviane Beaugin                       |
| 1973/1974 | Französische Meisterschaft                       | Mixed       | 1     | Christian Badou / Viviane Beaugin     |
| 1974/1975 | Französische Meisterschaft                       | Dameneinzel | 1     | Viviane Beaugin                       |
| 1974/1975 | Französische Meisterschaft                       | Mixed       | 1     | Christian Badou / Viviane Beaugin     |
| 1974/1975 | Französische Meisterschaft                       | Damendoppel | 1     | Viviane Beaugin / Jacqueline Lebas    |
| 1975/1976 | Französische Meisterschaft                       | Dameneinzel | 1     | Viviane Beaugin                       |
| 1975/1976 | Französische Meisterschaft                       | Mixed       | 1     | Christian Badou / Viviane Beaugin     |
| 1975/1976 | Französische Meisterschaft                       | Damendoppel | 1     | Viviane Beaugin / Yveline Hue         |
| 1976/1977 | Französische Meisterschaft                       | Damendoppel | 1     | Viviane Beaugin / Yveline Hue         |
| 1976/1977 | Französische Meisterschaft                       | Dameneinzel | 1     | Viviane Beaugin                       |
| 1976/1977 | Französische Meisterschaft                       | Mixed       | 1     | Christian Badou / Viviane Beaugin     |
| 2008/2009 | Französische Seniorenmeisterschaft (Vétérans V)  | Mixed       | 1     | Jean-Louis Gilbert / Viviane Bonnay   |
| 2008/2009 | Französische Seniorenmeisterschaft (Vétérans IV) | Damendoppel | 1     | Michèle Bontemps / Viviane Bonnay     |
| 2008/2009 | Französische Seniorenmeisterschaft (Vétérans V)  | Dameneinzel | 1     | Viviane Bonnay                        |